# Florin Cioabă
Pour les articles homonymes, voir Florin (homonymie) et Cioabă.
Florin Tănase Cioabă (né le 17 novembre 1954 à Târgu Cărbunești, dans le județ  de Gorj, Roumanie et mort le 18 août 2013 à Antalya, Turquie) est l’un des trois rois autoproclamés des Roms de Roumanie.
Il est le fils de Ion Cioabă (ro), boulibasha (chef) de la communauté rom de la Roumanie qui avait revendiqué en 1992 le titre de « roi international des Roms ».
Sa soeur est l'écrivaine Luminița Cioabă
Il s’est autoproclamé « roi des Tsiganes du monde entier » à la mort de son père survenue en 1997. Il n’est pas le seul ayant exprimé cette prétention : deux autres hommes, Dan Stanescu (Ilie Badea Stănescu (ro)) et Iulian Rădulescu (ro), revendiquent aussi la fonction suprême au sein de la communauté rom.
Très respecté au sein de la communauté, Florin Cioabă prône la sédentarisation et l’intégration des Roms dans la société roumaine.
Il meurt d’un infarctus dans un hôpital de Turquie le 18 août 2013 .
Son fils cadet, Dorin Cioaba, avocat de formation, lui succédera, préféré à son frère áiné  en tant que président de l'Union internationale des Roms, l'une des plus anciennes organisations roms du monde, et après avoir juré de porter la cause de son peuple devant les Nations Unies.
Ion Cioaba, père de Florin et grand-père de Dorin, est devenu célèbre pour avoir récupéré une grande quantité de l'or confisqué par le régime communiste de Nicolae Ceaușescu, et en avoir distribué une partie substantielle entre les tribus Roms.